# Zwarte knorbaars
De zwarte knorbaars (Haemulon bonariense) is een straalvinnige vis uit de familie van Haemulidae, orde baarsachtigen (Perciformes), die voorkomt in het westen en het zuidwesten van de Atlantische Oceaan.

## Anatomie
De zwarte knorbaars kan een maximale lengte bereiken van 40 cm. Het lichaam van de vis heeft een gedrongen vorm. Er zijn 12 stekels en 15 tot 16 vinstralen in de rugvin en 3 stekels en 8 vinstralen in de aarsvin.

## Leefwijze
De zwarte knorbaars is een zoutwatervis die voorkomt in een tropisch klimaat.  De soort is voornamelijk te vinden in kustwateren (zoals estuaria, lagunes en brakke zeeën) en wateren waarvan de bodem bedekt is met zeegras.

## Relatie tot de mens
De zwarte knorbaars is voor de visserij van aanzienlijk commercieel belang. De soort kan worden bezichtigd in sommige openbare aquaria. Voor de mens is de zwarte knorbaars potentieel gevaarlijk, omdat er vermeldingen van ciguatera-vergiftiging zijn geweest.
De soort komt niet voor op de Rode Lijst van de IUCN.